# Asphondylia ligustrinae
Asphondylia ligustrinae är en tvåvingeart som beskrevs av Nikolai Vasilevich Kovalev 1964. Asphondylia ligustrinae ingår i släktet Asphondylia och familjen gallmyggor. Inga underarter finns listade i Catalogue of Life.